# فیمس پلیرز-لسکی

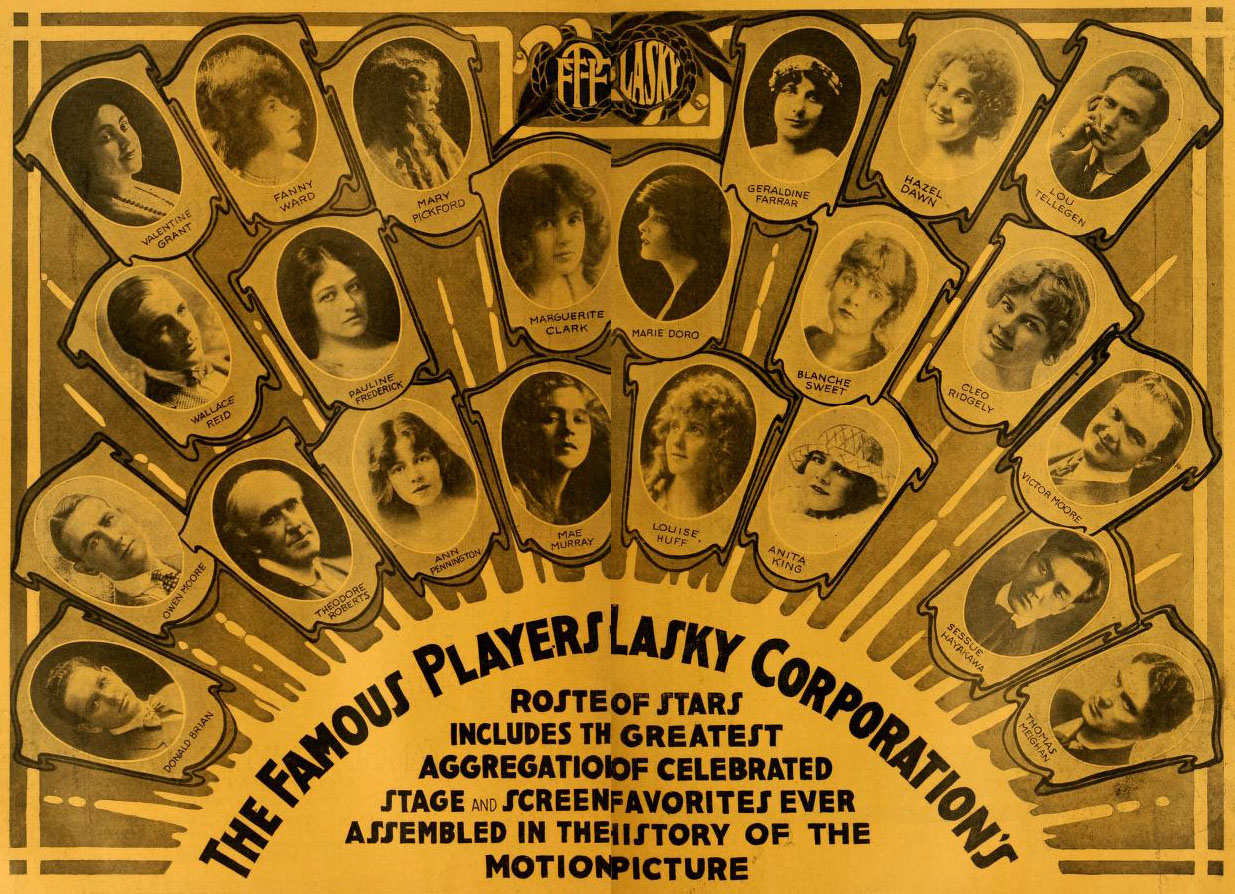
تبلیغات (۱۹۱۶)

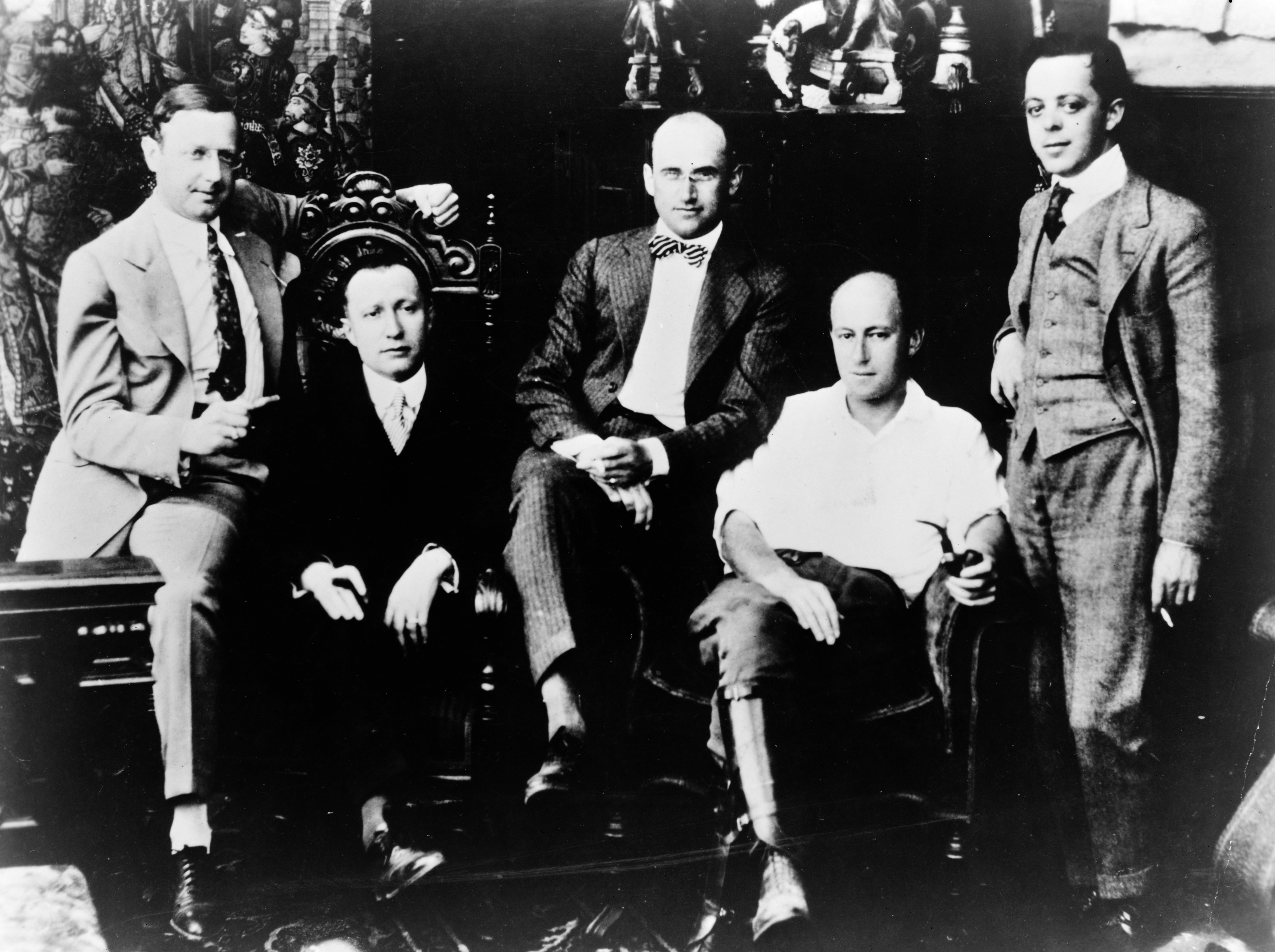
اعضای شرکت فیموس پلیرز-لاسکی

فِیمِس پِلِیِرز-لاسکی (انگلیسی: Famous Players-Lasky) یک شرکت فیلم‌سازی در ایالات متحده آمریکا است.
این شرکت در تاریخ ۱۹ ژوئیه ۱۹۱۶ تأسیس و در سال ۱۹۳۳ به دلیل رکود بزرگ صنعت سینما با ۲٬۰۲۰٬۰۲۴ بدهی و ۱۳۴٬۷۱۸ سرمایه منحل شد.

## فیلم‌شناسی
- پیتر پن
- نقطه فروپاشی
- آخرین فرمان
- هالیوود
- مو قرمزی
- آریزونا
- آمازون‌ها
- چکمه‌ها
- دختران
- دیپلماسی
- شاهزاده و گدا
- غزل غزل‌ها
- قتل شبه عمد
- کبرا
- کسی در خانه نیست
- گتسبی بزرگ
- مرد
- دکتر جکیل و آقای هاید
- نوادا
- شیخ